# Энде, Марио ван дер
Ма́рио ван дер Э́нде (род. 28 марта 1956 года в Гааге, Южная Голландия) — футбольный арбитр и координатор из Нидерландов. Наибольшую известность ему принесло судейство 5 матчей в рамках чемпионата мира. Из которых 3 матча он судил в рамках Чемпионата мира 1994, и два в рамках Чемпионата мира 1998. В 1996 году он судил один матч кубка европейских чемпионов, два матча Суперкубка УЕФА и большое количество матчей Лиги чемпионов УЕФА. В 1990 году ему присвоили бейдж футбольного арбитра ФИФА.
12 августа 2008 года, Ван дер был зачислен в сборную Австралии.
В 2001 году Марио вернулся на должность арбитра ФИФА. Чтобы адаптироваться снова к должности арбитра, ему понадобилось много времени, но он решил, что эта должность больше ему подходит.
Его стиль судейства соответствует стандартам ФИФА, и он работает в Австралии.